# لاگو ورده (شیلی)
لاگو ورده (به اسپانیایی: Lago Verde) یک شهرستان در شیلی است که در Coyhaique Province واقع شده‌است. لاگو ورده ۵٬۶۲۲٫۳ کیلومتر مربع مساحت و ۸۶۹ نفر جمعیت دارد و ۴۲۲ متر بالاتر از سطح دریا واقع شده‌است.